# Diego d'Aguilar

Armas de d'Aguilar

Diego Lopes Pereira d'Aguilar (Portugal, 1699 - Londres, 10 de agosto de 1759) fue un hombre de negocios, filántropo y dirigente de origen portugués converso que vivió en las sociedades inglesa y austriaca del siglo XVIII.

## Biografía
En 1722 se trasladó de Lisboa a Londres, y luego a Viena. De 1725 a 1747 tuvo el monopolio del tabaco en Austria, estableciendo fábricas y regulando los precios. En 1747, pidió al gobierno la devolución de parte del dinero depositado por las ganancias, a lo que la emperatriz María Teresa respondió: "Me parece justo. Le debo mucho más, luego, que le sea devuelto." D'Aguilar fue uno de los favoritos de la emperatriz, que le encargó la reonstrucción y ampliación del Palacio Schönbrunn, para el que adelantó 300.000 florines. 
En reconocimiento de sus servicios, María Teresa le nombró barón del Sacro Imperio y consejero del consejo privado de la corona de los Países Bajos e Italia. Como sus armas escogió un águila dorada sobre fondo de gules, en la parte superior tres colinas verdes sobre fondo plateado, todo ello coronado por un león rampante sujetando una rama verde en su garra derecha.
D'Aguilar y su familia fueron fundadores de la comunidad sefardí o turcojudía en Viena, obteniendo gracias a sus relaciones políticas protección para muchos miembros de la minoría judía. Así protegió a los judíos de Moravia del pillaje en 1742 y convenció a María Teresa de abandonar su plan de deportar a los judíos de su imperio en 1748 o 1749. 
Dejó Viena en 1749 al pedir el gobierno español su extradición y marchó a Londres. Antes de dejar la ciudad donó coronas de plata con su nombre inscrito para los rollos de la ley de las congregaciones judías de Viena y Temesvar. Durante el Yom Kipur se reza una plegaria en su nombre por parte de la comunidad judía de Viena.
Se casó en 1722 con Donna Simha da Fonseca, con la que tuvo a varios hijos incluyendo a su sucesor Ephraim Lópes Pereira d'Aguilar, Baron d'Aguilar.